# 石永貴
石永貴（1935年—），字明強，遼寧复縣人，國立政治大學新聞研究所碩士，美國明尼蘇達大學新聞及大眾傳播學碩士，著有散文集《祖國、祖國》、《紅海新娘》、《當代知識分子的取向》、《勇往直前：傳播經營札記》、《以成功者為師》等。

## 生平
石永貴曾任教國立政治大學、國立臺灣藝術專科學校等學校，曾任《台灣新聞報》記者、《台灣新生報》總編輯、《台灣新生報》社長、台灣電視公司總經理、《中央日報》發行人兼社長、中國電視公司總經理、正中書局董事長。台視第一個電視交友節目《我愛紅娘》即是石永貴定名。
石永貴在大學時代就熱衷參加各種社團活動。留學歸國後，石永貴先任職《台灣新聞報》記者，然後在中國國民黨中央委員會與中華電視台待過一段時間；之後受到中國國民黨中央委員會文化工作會主任吳俊才賞識，任職文工會總幹事。《台灣新生報》每年虧損新台幣一千九百萬元的時期，社長李白虹親自寫信給吳俊才，促成石永貴調任總編輯兼副社長；半年後，石永貴升任社長。《台灣新生報》在石永貴時代的六年，廣告業績從新台幣三千多萬元增長五倍，發行量增長一倍，轉虧為盈。石永貴帶著改革《台灣新生報》的經驗轉任台視總經理，身體力行推動台視節省開支，把總經理座車從進口車改為福特六和汽車在地生產的福特千里馬，調整總經理月薪「至少比以前的總經理少（新台幣）兩萬五千元到三萬元」；又認為請客既浪費時間又容易惹是非，主張「少請客，不喝洋酒」，很多事情「只要喝杯咖啡談談就可以了」。
1981年7月1日，台視新舊總經理交接典禮，劉侃如卸任總經理，石永貴接任總經理。1985年7月27日，石永貴當選中哥文經協會理事長。1988年4月2日，台視新舊總經理交接典禮，石永貴卸任總經理，王家驊接任總經理。1990年1月14日，中國回教文化教育基金會董監事聯席會，公推石永貴接任董事長。1996年6月10日，中視召開臨時董事會，推選鄭淑敏與江奉琪分別出任董事長與總經理，原董事長吳俊才與原總經理石永貴卸任；隔日，鄭淑敏與江奉琪正式上任。

## 著作
- 《人才、教育、傳播》，水牛出版社，1969年初版
- 《大眾傳播短簡》，三民書局，1971年出版
- 《祖國、祖國》，臺灣商務印書館，1968年出版
- 《紅海新娘》，臺灣商務印書館，1971年出版
- 《科學新聞報導》，台北市新聞記者公會，1972年出版
- 《全力以赴：事業經營的試煉》，文經社，1983年初版
- 《爭日也競月：傳播事業經營之體驗》，允晨文化，1984年初版
- 《人生的明燈》（英文書名：“Guiding lamp of life”），九歌出版社，1985年初版
- 《大眾傳播的挑戰》，東大圖書公司，1987年3月初版
- 《勇往直前：傳播經營札記》，三民書局，1990年初版，ISBN 9571400696
- 《講義的人生》，講義堂1992年初版，ISBN 9578644000
- 《以成功者為師》（英文書名：“Following the steps of the successful men”），健行文化出版，1997年5月10日初版，ISBN 957968023X
- 《影響現代中國第一人：曾國藩的思想與言行》，東大圖書公司，1997年8月1日初版，ISBN 9571921203、ISBN 9571921211
- 《大媒體現場》，文經社，1997年8月15日第一版，ISBN 9576631548
- 《講義的人生 真誠篇》，講義堂，1998年初版，ISBN 9578644035
- 《千言萬語》（合著），元氣齋出版社，1998年7月15日初版，ISBN 9578552890
- 《媒體事業經營》，三民書局，2002年12月27日初版，ISBN 9571436828